# 홍민 (가수)
홍민(1947년 9월 28일~2023년 11월 2일)은 대한민국의 가수이다.

## 노래
- 고별
- 새색시 시잡가네
- 목동의 노래
- 고향초

## 같이 보기
- 윤양하
- 포크 송
- 얼굴
- 송창식
- 신중현
- 이광조
- 정미조
- 배철수
- 한대수
- 박상규
- 진미령